# Campylocentrum asplundii
Campylocentrum asplundii är en orkidéart som beskrevs av Dodson. Campylocentrum asplundii ingår i släktet Campylocentrum och familjen orkidéer.
Artens utbredningsområde är Ecuador. Inga underarter finns listade i Catalogue of Life.